# Idabel
Idabel és una ciutat dels Estats Units a l'estat d'Oklahoma. Segons el cens del 2000 tenia 7.158 habitants. Idabel és la seu de comtat del Comtat de McCurtain.

## Demografia
Segons el cens del 2000, Idabel tenia 6.952 habitants, 2.735 habitatges, i 1.785 famílies. La densitat de població era de 168,5 habitants per km².
Dels 2.735 habitatges en un 34,4% hi vivien nens de menys de 18 anys, en un 39,6% hi vivien parelles casades, en un 21,2% dones solteres, i en un 34,7% no eren unitats familiars. En el 31,6% dels habitatges hi vivien persones soles el 12,9% de les quals corresponia a persones de 65 anys o més que vivien soles. El nombre mitjà de persones vivint en cada habitatge era de 2,45 i el nombre mitjà de persones que vivien en cada família era de 3,08.
Per edats la població es repartia de la següent manera: un 29,5% tenia menys de 18 anys, un 9,2% entre 18 i 24, un 26% entre 25 i 44, un 20,7% de 45 a 60 i un 14,6% 65 anys o més.
L'edat mediana era de 34 anys. Per cada 100 dones de 18 o més anys hi havia 81 homes.
La renda mediana per habitatge era de 20.496 $ i la renda mediana per família de 24.189 $. Els homes tenien una renda mediana de 24.182 $ mentre que les dones 16.958 $. La renda per capita de la població era de 12.241 $. Entorn del 28,7% de les famílies i el 31,3% de la població estaven per davall del llindar de pobresa.

## Poblacions més properes
El següent diagrama mostra les poblacions més properes.